# 7443 Tsumura
7443 Tsumura (1996 BR2) là một tiểu hành tinh vành đai chính được phát hiện ngày 26 tháng 1 năm 1996 bởi T. Kobayashi ở Oizumi.